# Famiglia Igea

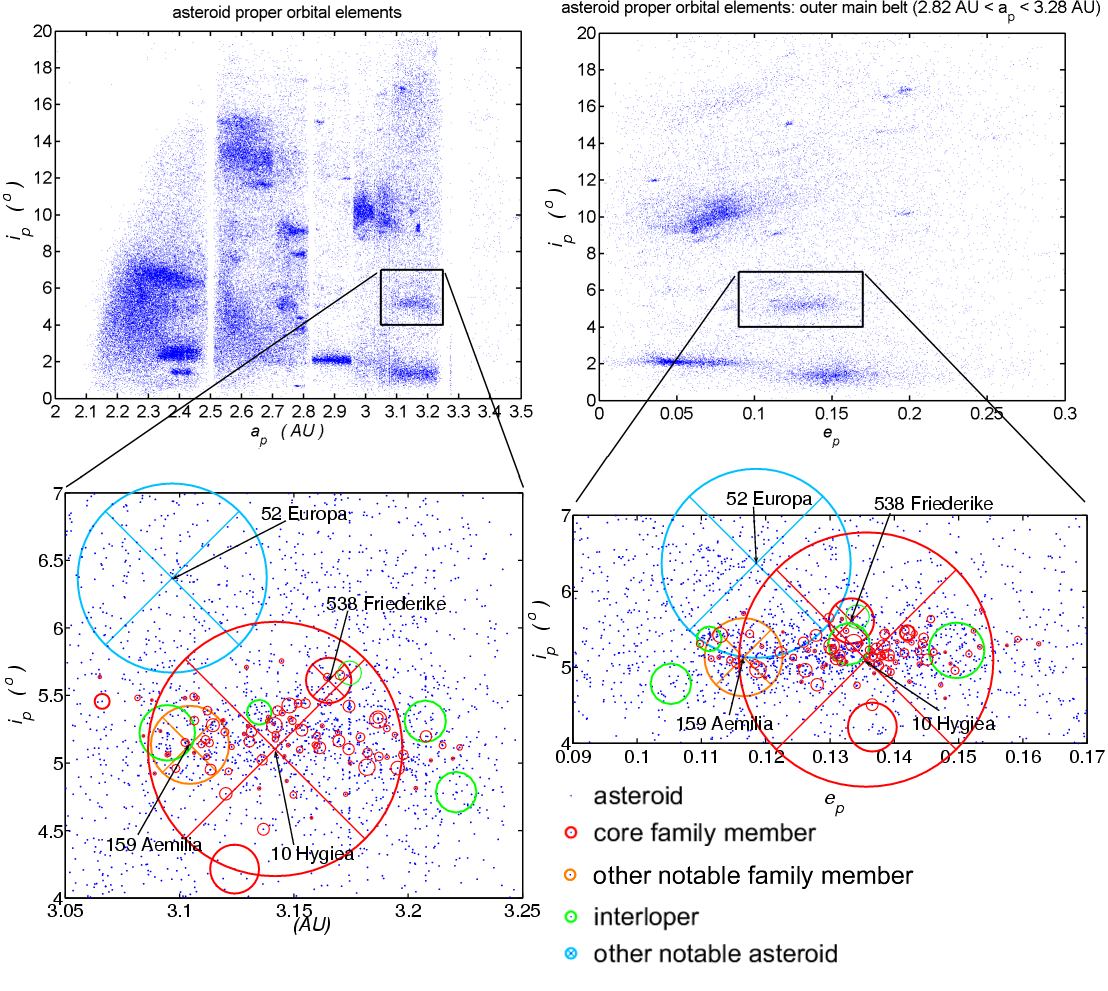
Diagramma che mostra la posizione e le caratteristiche dei membri della famiglia Igea. Le dimensioni dei cerchi sono proporzionali alle dimensioni degli asteroidi indicati.

La famiglia di asteroidi Igea è una delle principali famiglia di asteroidi della fascia principale del sistema solare; essa si compone di asteroidi di tipo B e C, ricchi di carbonio. La famiglia deve il suo nome all'oggetto principale che vi appartiene, l'asteroide Igea, appunto. Si stima che circa l'1% di tutti gli asteroidi della fascia principale conosciuti possa essere classificato come appartenente alla famiglia Igea.

## Composizione della famiglia
Il prototipo della famiglia è Igea, che, con un diametro di circa 400 km, è il quarto corpo della fascia per dimensioni; l'asteroide costituisce da solo il 94-98% della massa complessiva della famiglia, che, per il resto, è formata solamente da asteroidi di dimensioni assai inferiori. I due corpi maggiori a parte Igea, sono gli asteroidi Emilia, dal diametro pari a 130 km, e Badenia e Friederike, caratterizzati da un diametro appena superiore ai 70 km; nessun altro corpo presenta dimensioni superiori a 30 km.
Si ritiene che gli asteroidi della famiglia si siano originati tutti in un grande impatto che interessò anticamente il corpo principale, Igea (Zappalà 1995, Farinella 1996); vi sono tuttavia alcune difficoltà legate alla presenza dei due corpi minori dal diametro pari a 70 km, apparentemente troppo massicci per essersi originati in un impatto che, seppur colossale, non distrusse il corpo originale (a titolo di confronto, la famiglia Vesta, probabilmente originatasi da un impatto simile, non contiene alcun corpo di dimensioni maggiori di 10 km, a parte Vesta stesso). Si potrebbe trattare di oggetti estranei, che casualmente presentano parametri orbitali simili a quelli degli altri corpi della famiglia; sebbene il loro tipo spettrale sia simile a quello di Igea, questa è una caratteristica troppo comune nella fascia principale del sistema solare affinché i tre corpi possano essere ricondotti ad una medesima origine.
La famiglia è caratterizzata, come già detto, da una discreta presenza di asteroidi di tipo B, estremamente rari nel sistema solare; il più massiccio di essi è il già citato Friederike.
Alcune indicazioni fanno pensare che l'origine della famiglia sia relativamente antica (Tanga 1999).

## Collocazione e dimensioni
Un'analisi numerica (Zappalà 1995) ha evidenziato la presenza di un nucleo principale di asteroidi all'interno della famiglia, i cui parametri orbitali propri prevedono semiassi maggiori compresi fra 3,06 e 3,22 UA, eccentricità orbitali comprese fra 0,109 e 0,163, ed inclinazioni comprese fra 4,2° e 5,8° sull'eclittica. I parametri orbitali attuali prevedono semiassi maggiori compresi fra 3,06 e 3,24 UA, eccentricità comprese fra 0,088 e 0,191 ed inclinazioni comprese fra 3,5° e 6,8°.
L'analisi di Zappalà ha permesso di identificare 103 membri del nucleo principale; complessivamente, 1043 dei 96944 asteroidi noti nel 2005 presentano parametri orbitali propri che rientrano nei range indicati.

## Oggetti estranei
Numerosi asteroidi condividono le orbite dei membri della famiglia Igea, senza tuttavia condividere un'origine comune con essi, e senza quindi poter essere considerati a pieno titolo dei componenti della famiglia. I principali sono Ecate, Ecuba, Tata, Pumma e Giomus, oltre, naturalmente, a Badenia e Friederike, per i motivi esposti in precedenza.
L'asteroide Europa, dal diametro di 300 km, era in origine considerato un membro della famiglia, ma il progressivo affinamento delle tecniche di rilevazione e di confronto dei parametri orbitali propri ha permesso di escludere totalmente la sua appartenenza al gruppo. Infatti, sebbene condivida alcune caratteristiche con i membri della famiglia Igea, come la composizione carboniosa, presenta differenze significative nei parametri orbitali, in particolare nell'inclinazione, che è superiore al range tipico della famiglia.

## Prospetto
Segue un prospetto dei principali asteroidi appartenenti alla famiglia secondo Zappalà. I parametri orbitali indicati sono quelli calcolati all'epoca JD 2460800,5 (5 maggio 2025). Vengono anche riportati su fondo giallo anche i membri che originariamente facevano parte della famiglia e che ora sono considerati degli interlopers.
| Nome        | Nome            | Diametro medio | Semiasse maggiore | Inclinazione orbitale | Eccentricità | Scoperta |
| ----------- | --------------- | -------------- | ----------------- | --------------------- | ------------ | -------- |
| 10          | Igea            | 407,1 km       | 3,137 UA          | 3,842°                | 0,119        | 1849     |
| 52          | Europa          | km             | UA                | °                     |              | xxxx     |
| 100         | Hekate          | 83,7 km        | 3,090 UA          | 6,431°                | 0.168        | 1868     |
| 159         | Emilia          | 131 km         | 3,100 UA          | 6,128°                | 0,111        | 1876     |
| 538         | Friederike      | 72 km          | 3,164 UA          | 6,503°                | 0,163        | 1904     |
| 867         | Kovacia         | 24 km          | 3,062 UA          | 5,984°                | 0,133        | 1917     |
| (OK) 1107   | Lictoria        | 79,079 km      | 3,188 UA          | 7,073°                | 0,119        | 1929     |
| (OK) 1200   | Imperatrix      | 42,006 km      | 3,058 UA          | 4,615°                | 0,113        | 1931     |
| (OK) 1561   | Fricke          | 25,352 km      | 3,204 UA          | 4,319°                | 0,131        | 1941     |
| (OK) 1599   | Giomus          | 41,295 km      | 3,131 UA          | 6,092°                | 0,1406       | 1950     |
| (OK) 1611   | Beyer           | 24,444 km      | 3,176 UA          | 4,278°                | 0,160        | 1950     |
| (OK) 2436   | Hatshepsut      | 18,813 km      | 3,180 UA          | 4,151°                | 0,095        | 1960     |
| (OK) 2615   | Saito           | 3,177 km       | 3,177 UA          | 4,245°                | 0,150        | 1951     |
| 2747        | Český Krumlov   | 33 km          | 3,103 UA          | 5,821°                | 0,124        | 1980     |
| (OK) 14077  | Volfango        | 10,391 km      | 3,109 UA          | 4,881°                | 0,123        | 1996     |
| (OK)14479   | Plekhanov       | 10,605 km      | 3,150 UA          | 5,903°                | 0,136        | 1994     |
| 14976       | Josefčapek      | km             | UA                | °                     |              | xxxx     |
| 15005       | Guerriero       | km             | UA                | °                     |              | xxxx     |
| 15050       | Heddal          | km             | UA                | °                     |              | xxxx     |
| 15052       | Emileschweitzer | km             | UA                | °                     |              | xxxx     |
| 15945       | Raymondavid     | km             | UA                | °                     |              | xxxx     |
| (OK) 16450  | Messerschmidt   | 13,943 km      | 3,223 UA          | 5,884°                | 0,090        | 1989     |
| 17470       | Mitsuhashi      | km             | UA                | °                     |              | xxxx     |
| 17853       | Ronaldsayer     | km             | UA                | °                     |              | xxxx     |
| 18727       | Peacock         | km             | UA                | °                     |              | xxxx     |
| 19713       | Ibaraki         | km             | UA                | °                     |              | xxxx     |
| 20399       | Michaelesser    | km             | UA                | °                     |              | xxxx     |
| 20740       | Sémery          | km             | UA                | °                     |              | xxxx     |
| (OK) 29575  | Gundlapalli     | 6,189 km       | 3,072 UA          | 5,616°                | 0,125        | 1998     |
| (OK) 100122 | Alpes-Maritimes | 6,115 km       | 3,199 UA          | 6,031°                | 0,168        | 1993     |